# Wafa Masghouni
Wafa Masghouni, född 11 december 2007, är en tunisisk taekwondoutövare. 

## Karriär
I mars 2024 tog Masghouni guld i 62 kg-klassen vid afrikanska spelen i Accra efter att ha besegrat ivorianska Koumba Ibo i finalen.